# The Dance Collection: A Compilation of Twelve Inch Singles
The Dance Collection: A Compilation of Twelve Inch Singles è una raccolta della cantautrice statunitense Donna Summer, pubblicata nel 1987 dalla Casablanca Records, sussidiaria della PolyGram.

## Descrizione
L'album include alcune delle canzoni più famose della cantante risalenti al periodo disco, nella versione estesa da 12 pollici, così come spesso venivano eseguite nei club all'apice del loro successo.

## Accoglienza
| Recensione | Giudizio |
| ---------- | -------- |
| AllMusic   |          |

## Tracce

### Vinile
Lato A
1. I Feel Love (12" mix) – 8:14 (Pete Bellotte, Giorgio Moroder, Donna Summer)
2. With Your Love (Promo 12" Mix) – 7:32 (P. Bellotte, G. Moroder, D. Summer)
3. Last Dance (Promo 12" Mix) – 8:11 (Paul Jabara)

Lato B
1. MacArthur Park Suite (Live and More Album Version) – 17:47 (P. Bellotte, Greg Mathieson, G. Moroder, D. Summer, Jimmy Webb)

Lato C
1. Hot Stuff (12" mix) – 6:46 (P. Bellotte, Harold Faltermeyer, Keith Forsey)
2. Bad Girls – 4:55 (D. Summer, Joe Esposito, Eddie Hokenson, Bruce Sudano)
3. Walk Away (Promo 12" Mix) – 7:15 (P. Bellotte, H. Faltermeyer)

Lato D
1. Dim All the Lights (Promo 12" Mix) – 7:10 (D. Summer)
2. No More Tears (Enough Is Enough) (feat. Barbra Streisand) (On the Radio Album Version) – 11:46 (P. Jabara, Bruce Roberts)

### CD
1. I Feel Love (12" Mix) – 8:14 (P. Bellotte, G. Moroder, D. Summer)
2. With Your Love (Promo 12" Mix) – 6:06 (P. Bellotte, G. Moroder, D. Summer)
3. Last Dance (Promo 12" Mix) – 8:11 (P. Jabara)
4. MacArthur Park Suite (Live and More Album Version) – 17:47 (P. Bellotte, G. Mathieson, G. Moroder, D. Summer, J. Webb)
5. Hot Stuff (12" Mix) – 6:46 (P. Bellotte, H. Faltermeyer, K. Forsey)
6. Walk Away (Promo 12" Mix) – 7:15 (P. Bellotte, H. Faltermeyer)
7. Dim All the Lights (Promo 12" Mix) – 7:10 (D. Summer)
8. No More Tears (Enough Is Enough) (feat. Barbra Streisand) (On the Radio Album Version) – 11:46 (P. Jabara, B. Roberts)

### Digitale
1. I Feel Love (12" Mix) – 8:14 (P. Bellotte, G. Moroder, D. Summer)
2. With Your Love (Promo 12" Mix) – 7:34 (P. Bellotte, G. Moroder, D. Summer)
3. Last Dance (Promo 12" Mix) – 8:13 (P. Jabara)
4. MacArthur Park Suite (Live and More Album Version) – 17:35 (P. Bellotte, G. Mathieson, G. Moroder, D. Summer, J. Webb)
5. Hot Stuff (12" Mix) – 6:46 (P. Bellotte, H. Faltermeyer, K. Forsey)
6. Bad Girls – 4:57 (D. Summer, J. Esposito, E. Hokenson, B. Sudano)
7. Walk Away (Promo 12" Mix) – 7:16 (P. Bellotte, H. Faltermeyer)
8. Dim All the Lights (Promo 12" Mix) – 7:14 (D. Summer)
9. No More Tears (Enough Is Enough) (feat. Barbra Streisand) (On the Radio Album Version) – 11:44 (P. Jabara, B. Roberts)